# 吴浮山
吴浮山（1943年4月26日—2012年9月10日）是中國著名女子跳高运动员。1964年在田径分区赛上以1.79米的成绩打破亚洲跳高纪录，名列年度世界第三傑。退役后曾在北京第二体校当副校长，1964年曾获得全国劳动模范称号。

## 生平
1943年4月26日出生在山西省浮山县，她的名字“浮山”也由此而来。她的父亲原来姓李，是东北人；母亲姓吴，祖籍河南。在革命时期，为了地下工作保密的需要，父亲改叫黄钟；母亲叫王明生。
1959年毕业于北京育才学校初中部。同年第一届全运会后，被领导送入北京师范学院运动系学习。
在文化大革命前期，吴浮山曾被诬蔑为修正主义苗子，身心受到极大的伤害。1971年夏，跟随中国田径队代表团到阿尔巴尼亚访问。1973年3月，担任“三八”女子环城长跑接力赛总裁判长。
1975年，吴浮山告别赛场，先后在北京第二体校、北京市田径队、市体委机关工作，还曾在中国体育杂志社及北京北奥公司工作，也曾在第十一届亚运会组委会、北京市奥申委及远南残疾人运动会组委会和世界大运会组委会担任组织协调工作。1998年退休。退休后，她是北京市体育局老年合唱团，以及三老联谊会的老运动员健身舞蹈队成员，参加过许多联谊会公益活动。丈夫是短跑运动员高正铨，有两个儿子。
2012年9月10日1时，吴浮山突发心脏病，在医院抢救无效逝世，享年69岁。遗体告别仪式于9月16日上午10时在八宝山公墓梅厅举行。

## 成绩
| 日期       | 赛事                         | 地点              | 成绩    | 名次 | 参考   |
| ---------- | ---------------------------- | ----------------- | ------- | ---- | ------ |
| 1960年9月  | 全国田径运动会               | 中国 北京         | 1.70米  | 銀牌 | [ 10 ] |
| 1962年9月  | 全国田径运动会               | 中国 上海         | 1.71米  | 金牌 | [ 11 ] |
| 1963年5月  | 北京市中学生田径运动会表演赛 | 中国 北京         | 1.75米  | 金牌 | [ 12 ] |
| 1963年11月 | 第一届亚洲新兴力量运动会     | 印度尼西亞 雅加达 | 1.70米  | 金牌 | [ 13 ] |
| 1964年6月  | 华北区田径运动会             | 中国 太原         | 1.79米  | 金牌 | [ 14 ] |
| 1965年5月  | 北京市中学生田径运动会表演赛 | 中国 北京         | 1.80米  | 金牌 | [ 15 ] |
| 1965年9月  | 全国运动会                   | 中国 北京         | 1.77米  | 金牌 | [ 16 ] |
| 1971年5月  | 北京先农坛体育场某田径比赛   | 中国 北京         | 1.82米  | 金牌 | [ 17 ] |
| 1974年9月  | 亚洲运动会                   | 伊朗 德黑兰       | 1.74米A | 銅牌 | [ 18 ] |